# Богоявлення (Мікеланджело)
«Богоявлення», також «Епіфанія» (італ. Epifania) — картон або повномасштабний малюнок чорною крейдою, створений Мікеланджело у Римі близько 1550—1553 років. Він має 2,32 метра у висоту і 1,65 метра в ширину і складається з 26 аркушів паперу.

## Опис

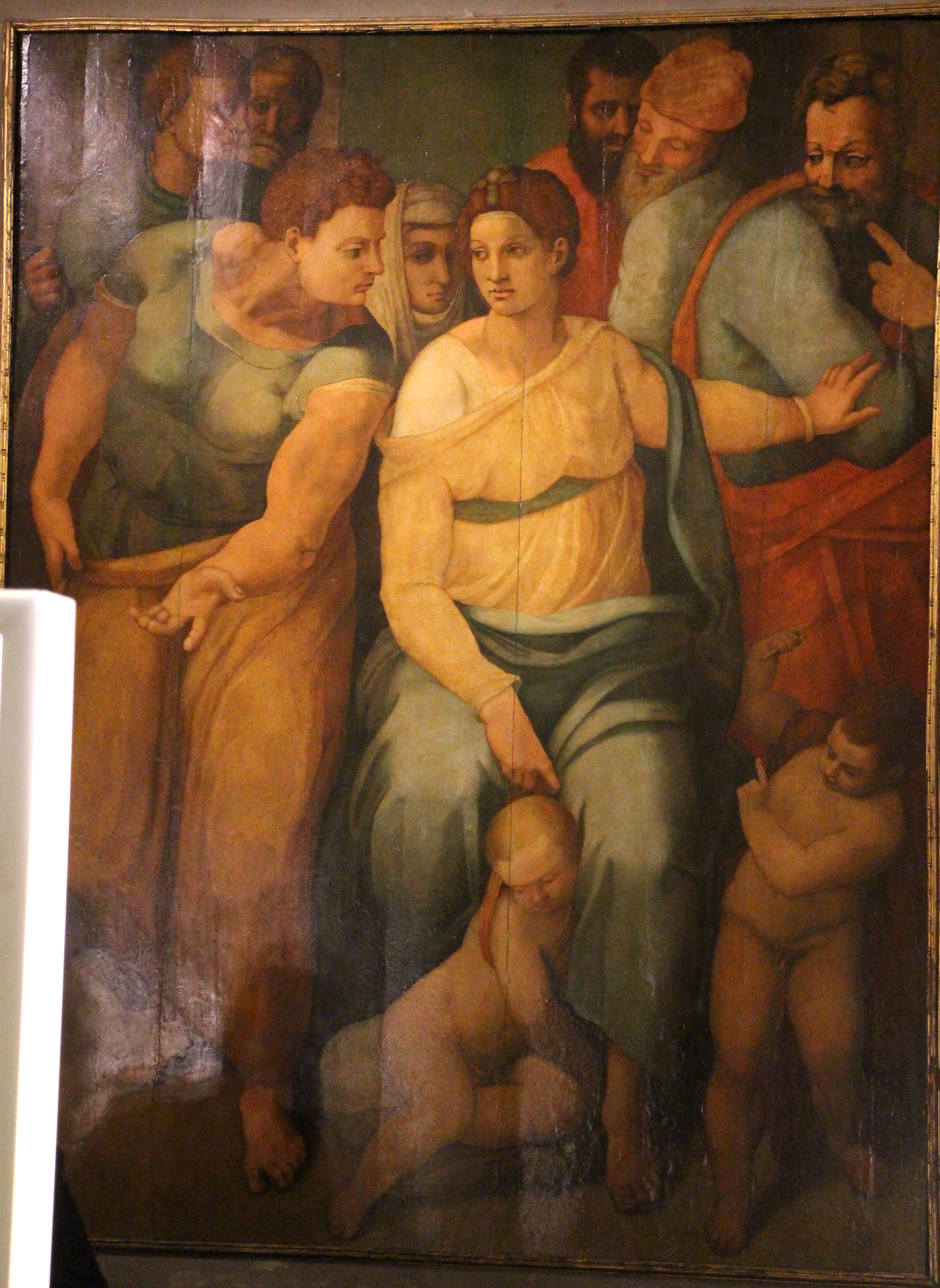
Незавершений твір Асканіо Кондіві за малюнком Мікеланджело (Каза Буонарроті, Флоренція)

Малюнок зображає Діву Марію з немовлям Христом, що сидить між її ногами. Вона відштовхує дорослу чоловічу фігуру праворуч, ймовірно святого Йосипа. Немовля перед ним — святий Іван Хреститель. Доросла фігура, що стоїть ліворуч від Марії, невідома, як і інші фігури, лише обриси яких видно на задньому плані. Мікеланджело неодноразово змінював композицію, що видно з переробок картону. Спочатку вважалося, що композиція належить до сцени з трьома царями, що, можливо, є причиною назви «Богоявлення», але тепер вона розуміється як посилання на братів і сестер Христа, згаданих у Євангеліях (що пояснюються святим Епіфанієм — ще одним можливим джерелом назви — як сини Йосипа від попереднього шлюбу, а, отже, пасинки Марії, а що шлюб Марії та Йосипа залишився незавершеним — звідси її відштовхування Йосипа — то Марія назавжди залишилася незайманою).

## Історія
Біограф Мікеланджело Асканіо Кондіві використав цей картон для незакінченої картини. Шотландський колекціонер XIX століття, Джон Малкольм (англ. John Malcolm) з Полталлоха, купив малюнок усього за 11 фунтів стерлінгів, а після смерті Джона 1893 року його син, Джон Вінґфілд Малкольм, передав його Британському музею. Парламент проголосував за бюджет у 25 000 фунтів стерлінгів, щоб придбати решту його колекції для музею через два роки. Картон постійно експонується в галереї № 90 Британського музею.

## Виноски
1. ↑  drawing; cartoon | British Museum. The British Museum (англ.). Процитовано 5 вересня 2022.